# Karl Dönch
Karl Dönch (* 8. Januar 1915 in Hagen; † 16. September 1994 in Wien) war ein deutsch-österreichischer Opernsänger (Bassbariton) und Schauspieler. Der Kammersänger sang ab 1947 an der Wiener Staatsoper sowie ab 1951 bei den Salzburger Festspielen. Von 1973 bis 1987 war er Direktor der Wiener Volksoper.

## Leben

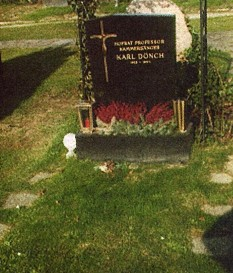
Grabstätte von Karl Dönch

Karl Dönch studierte am Konservatorium Dresden (Musik, Gesang, Schauspiel).
1936 erhielt er sein erstes Engagement in Görlitz, wo sein Debüt als Dr. Bartolo in Der Barbier von Sevilla erfolgte. 1937 sang er in Görlitz erstmals in Richard Wagners Oper Die Meistersinger von Nürnberg die Rolle des Beckmesser, die später eine seiner Glanzpartien werden sollte, mit der er auch international große Erfolge feiern konnte. Nach Engagements in Reichenberg (1939–1941) und Bonn (1942–1944) fand er schließlich ein weiteres Engagement am Salzburger Landestheater, wo er von 1945 bis 1947 als Sänger und Oberspielleiter der Oper tätig war. Gleichzeitig hatte er von 1945 bis 1947 die Leitung einer Opernklasse des Mozarteums.
1946 wirkte er erstmals bei den Salzburger Festspielen mit, als Dünner Vetter in Jedermann von Hugo von Hofmannsthal. 1947 begann sein Engagement an der Wiener Staatsoper. Über 20 Jahre wirkte er abwechselnd bei den Salzburger und Bregenzer Festspielen mit.
Von 1981 bis zu seinem Tode war Dönch mit der Opern- und Operettensängerin Sonja Mottl verheiratet. Begraben ist Dönch in einem ehrenhalber gewidmeten Grab der Stadt Wien auf dem Wiener Zentralfriedhof in der Gruppe 40.